# Ariel Olascoaga
Ariel Olascoaga Gutiérrez (ur. 26 sierpnia 1929, zm. 22 sierpnia 2010) – urugwajski koszykarz, brązowy medalista olimpijski z Melbourne.
Zawody w 1956 były jego jedynymi igrzyskami olimpijskimi; z reprezentacją zdobył brązowy medal, zdobywając średnio 1,7 punktu na mecz.
Był żonaty z Mariángelą Fantauzzi, z którą miał dwie córki: Verónicę i Alicię.